# Colmenar (kommunhuvudort)
Colmenar är en kommunhuvudort i Spanien.   Den ligger i provinsen Provincia de Málaga och regionen Andalusien, i den södra delen av landet, 400 km söder om huvudstaden Madrid. Colmenar ligger 673 meter över havet och antalet invånare är 3 227.
Terrängen runt Colmenar är kuperad.Runt Colmenar är det ganska glesbefolkat, med 43 invånare per kvadratkilometer. Närmaste större samhälle är Valdés, 18,3 km sydost om Colmenar. 